# Orihuela CF
Orihuela Club de Fútbol – hiszpański klub piłkarski, grający w Segunda División B, mający siedzibę w mieście Orihuela.

## Sezony
| Sezon     | Liga     | Miejsce | Puchar Króla |
| --------- | -------- | ------- | ------------ |
| 1993-1997 | Regional |         |              |
| 1997/98   | 3ª       | 7.      |              |
| 1998/99   | 3ª       | 1.      |              |
| 1999/00   | 3ª       | 4.      |              |
| 2000/01   | 3ª       | 2.      |              |
| 2001/02   | 3ª       | 1.      |              |
| 2002/03   | 2ªB      | 20.     | Eliminacje   |
| 2003/04   | 3ª       | 5.      |              |
| 2004/05   | 3ª       | 5.      |              |
| 2005/06   | 3ª       | 1.      |              |

| Sezon   | Liga | Miejsce | Puchar Króla |
| ------- | ---- | ------- | ------------ |
| 2006/07 | 2ªB  | 7.      | II runda     |
| 2007/08 | 2ªB  | 5.      |              |
| 2008/09 | 2ªB  | 11.     |              |
| 2009/10 | 2ªB  | 7.      |              |
| 2010/11 | 2ªB  | 4.      | 3 runda      |
| 2011/12 | 2ªB  | 2.      |              |
| 2012/13 | 3ª   | 19.     | I runda      |
| 2013/14 | 3ª   | 3.      |              |
| 2014/15 | 3ª   |         |              |

- 7 sezony w Segunda División
- 8 sezony w Segunda División B
- 4 sezonów w Tercera División